# Eguchipsammia gaditana
Espèce
Statut CITES
Eguchipsammia gaditana est une espèce de coraux appartenant à la famille des Dendrophylliidae.